# Tito Polo
Tito Luis Pono (San Andrés, 23 de agosto de 1994) es un beisbolista colombiano que juega como jardinero en los El Águila de Veracruz de la Liga Mexicana de Béisbol.
El mismo debuta para el Magallanes está temporada 2024-2025 lo cual tiene feliz a todos los fanaticos de los Navegantes

## Carrera en Ligas Menores
Polo firmó con Pittsburgh Pirates como agente libre internacional en marzo de 2012. Hizo su debut ese mismo año con DSL Pirates en la Dominican Summer League, y pasó toda la temporada allí, reduciendo .280 / .404 / .394 con dos jonrones y 26 carreras impulsadas en 55 juegos. En 2013, regresó a DSL Pirates y compiló un promedio de bateo de .275 con dos jonrones, 16 carreras impulsadas y 22 bases robadas en 45 juegos, y en 2014, jugó para los GCL Pirates donde bateó .291 AVG y 25 remolcadas en 44 partidos. Polo pasó el 2015 con el West Virginia Power, donde acumuló un promedio de bateo de .236 con tres jonrones, 26 carreras impulsadas y 46 bases robadas en 102 juegos. Comenzó el año 2016 con West Virginia y luego fue promovido a los Bradenton Marauders.
Los Pittsburgh Pirates lo intercambiaron, junto con Stephen Tarpley, a los New York Yankees el 30 de agosto de 2016, como jugadores que serán nombrados más tarde por Iván Nova. Nueva York Yankees lo asignó a los Tampa Yankees y jugó en dos juegos para que terminen la temporada. En 111 juegos totales entre West Virginia, Bradenton y Tampa, recortó .289 / .359 / .447 con 16 jonrones, 66 carreras impulsadas y 37 bases robadas.
Comenzó la temporada 2017 con Tampa Yankees y fue ascendido a Trenton Thunder en julio.
El 18 de julio de 2017, los Yankees intercambiaron a Polo, Tyler Clippard, Blake Rutherford e Ian Clarkin a los Chicago White Sox por David Robertson, Todd Frazier y Tommy Kahnle. Siendo asignaron a los Birmingham Barons y terminando allí la temporada. Polo registró un promedio combinado de .301 con cinco jonrones, 44 carreras impulsadas, 34 bases robadas y un OPS de .805 en 95 juegos totales entre Tampa, Trenton y Birmingham. Jugó toda la temporada 2018 con Birmingham y eligió a la agencia libre el 2 de noviembre de 2018.

## Estadísticas de bateo en Colombia
| Año     | Equipo              | Liga | VB  | C  | Hits | HR | CI | BA   | BR |
| ------- | ------------------- | ---- | --- | -- | ---- | -- | -- | ---- | -- |
| 2012/13 | Tigres de Cartagena | LCBP | 25  | 6  | 6    | 0  | 3  | .240 | 0  |
| 2013/14 | Tigres de Cartagena | LCBP | 61  | 13 | 14   | 1  | 9  | .230 | 5  |
| 2014/15 | Tigres de Cartagena | LCBP | 93  | 14 | 21   | 0  | 10 | .226 | 5  |
| 2015/16 | Tigres de Cartagena | LCBP | 75  | 15 | 23   | 2  | 11 | .307 | 3  |
| 2016/17 | Indios de Cartagena | LCBP | 28  | 3  | 4    | 0  | 1  | .143 | 2  |
| Total   |                     |      | 282 | 51 | 68   | 3  | 34 | .241 | 15 |

## Logros
- Liga Colombiana de Béisbol Profesional:
  - Campeón: 2013-14 con Tigres de Cartagena
  - Subcampeón: 2012-13 con Tigres de Cartagena
  - Más triples (2): 2014-15, 2015-16 con Tigres de Cartagena

- Juegos Bolivarianos:
  -  Medalla de oro: 2017